# ОК Јединство Стара Пазова
ОК Јединство Стара Пазова је одбојкашки клуб из Старе Пазове, Србија. Клуб је основан 1931, а тренутно се такмичи у Суперлиги Србије.
Клуб је у сезони 2009/10. освојио 2. место у Првој лиги Србије и играо бараж за улазак у Суперлигу, где је поражен у све три утакмице од Спартака из Љига, али ипак је промовисан у елитни ранг пошто је Суперлига од сезоне 2010/11. проширена са 8 на 10 клубова. Сезону 2011/12. Јединство је завршило на последњем месту у Суперлиги и испало у нижи ранг, али је већ у сезони 2012/13. освојило прво место у Првој лиги Србије и тако се након једне сезоне вратило у Суперлигу.

## Хала спортова Стара Пазова
Хала спортова Старе Пазове налази се у улици Бранка Радичевића 6. Ова спортска хала је у власништу месне заједнице од 1994. године, а до тада је била власништво МСОФК (Месни савез организација за физичку културу). Наведене године ова спортска асоцијација је укинута и хала је пренета у власништво месне заједнице Стара Пазова. Уз халу је месна заједница преузела и запослене раднике у тадашњем МСОФК, укупно четири радника. Изградња Хале спортова почела је крајем шездесетих година прошлог века, а трајала је око две године. Хала спортова Стара Пазова званично је пуштена у рад 1969. године. Површина хале са анексом у основи износи 840 квадратних метара (димензије хале са анексом 42*20 метара), а саме хале 720 m² (димензија саме хале 36*20 метара), од чега је површина паркета 576 квадратних метра (димензије паркета 36*16 метара). Висина хале износи 7,85 метара. Конструкција хале је челично монтажна, зидана сипрекс блоком дебљине д=15 центиметара, плафон, на којем се налази расвета, урађен је од ПВЦ ламперије са термоизолацијом, док је под ураљен од паркета. Уз халу са анексом налази се и пратећи објекат котларнице са оставом за угаљ, а од 2006. године уз халу је изграђен помоћни објекат површине 32 квадратна метара (димензија 4*8 метара) у којем се налази Клуб дизача тегова Јединство. Анекс хале заузима у основи површину од 120 m² (димензије 20*6 метара) у две етаже (два нивоа, сваки по 120 m²) што повећава укупну корисну површину Хале спортова Стара Пазова на 960 m². У приземљу анекса налазе се три канцеларије, четири свлачионице, два ВЦ-а, две туш кабине, један економат и један ходник, док се на горњем спрату налази шаховски клуб, кошаркашки савез и ходник. Корисници хале су све мушке и женске селекције одбојкашког клуба Јединство и три средње школе из Старе Пазове: Техничка школа Стара Пазова, Гимназија Бранко Радичевић и Економска школа Вук Караџић (укупно око 2.400 ученика).

## Учинак у претходним сезонама
| Сез.     | Ранг | Лига Србије      | Позиција  | Скор | Бод. | Плеј-оф | Куп Србије           | Суперкуп Србије |
| -------- | ---- | ---------------- | --------- | ---- | ---- | ------- | -------------------- | --------------- |
| 2019/20. | 1.   | Суперлига Србије | 10. место | 4:14 | 13   | —       | Осмина финала        | —               |
| 2020/21. | 2.   | Прва лига Србије | 8. место  | 9:13 | 28   | —       | Није се квалификовао | —               |
| 2021/22. | 2.   | Прва лига Србије | 1. место  | 19:3 | 56   | —       | Осмина финала        | —               |
| 2022/23. | 1.   | Суперлига Србије | —         | —    | —    | —       | Осмина финала        | —               |